# 1998 UZ
1998 UZ är en asteroid i huvudbältet som upptäcktes den 19 oktober 1998 av den amerikanske astronomen Tom Stafford vid Zeno-observatoriet.
Asteroiden har en diameter på ungefär 10 kilometer.